# Ahorcamiento

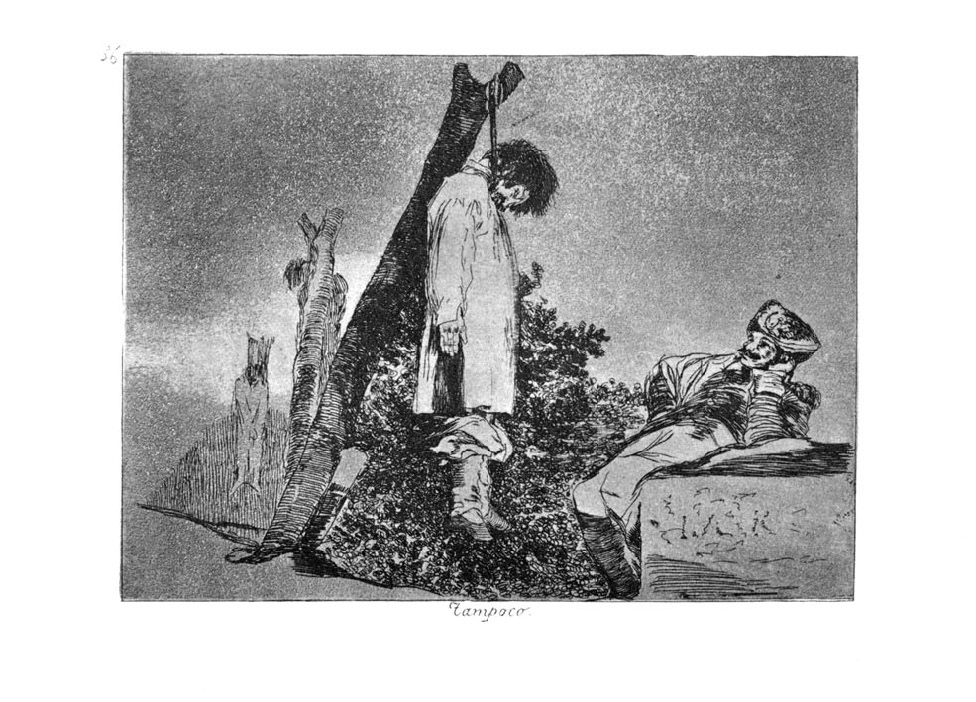
"tampoco". Episodios Nacionales. grabado de Francisco de Goya.

El ahorcamiento es la suspensión de una persona por una ligadura para producir la muerte o conmoción por caída del cuerpo desde el cuello. La suspensión se puede hacer en una horca o cualquier otro punto de sujeción a suficiente altura y resistencia al peso.
El ahorcamiento también ha sido empleado como un método de suicidio en el cual la persona aplica una ligadura al cuello hasta que se presenta la inconsciencia y después la muerte, por medio de suspensión parcial o el soporte del peso en la ligadura. Este método ha sido más frecuentemente utilizado en prisiones y otras instituciones, donde es difícil llevar a cabo una suspensión completa. El primer uso conocido del término data de 1325.

## Métodos de ahorcamiento judicial
Existen cuatro maneras de llevar a cabo un ahorcamiento judicial: la caída corta, el ahorcamiento por suspensión, la caída estándar, y la caída larga.

### Caída corta
La caída corta se lleva a cabo colocando al prisionero condenado en la parte trasera de una carreta, caballo, u otro vehículo, con la soga alrededor del cuello. El vehículo es después desplazado, dejando a la persona colgada de la cuerda. La muerte es lenta y dolorosa. El prisionero condenado muere por estrangulación. Hasta 1850, este era el principal método utilizado. Lo más común era que se usara una escalera que se forzaba al condenado a ascender, se colocaba luego la soga alrededor de su cuello y se retiraba la escalera o se le hacía girar, y se dejaba al condenado colgado. También se usaba un banco, en el cual se requiere que el condenado quede de pie para luego retirarlo de un puntapié.

### Ahorcamiento por suspensión

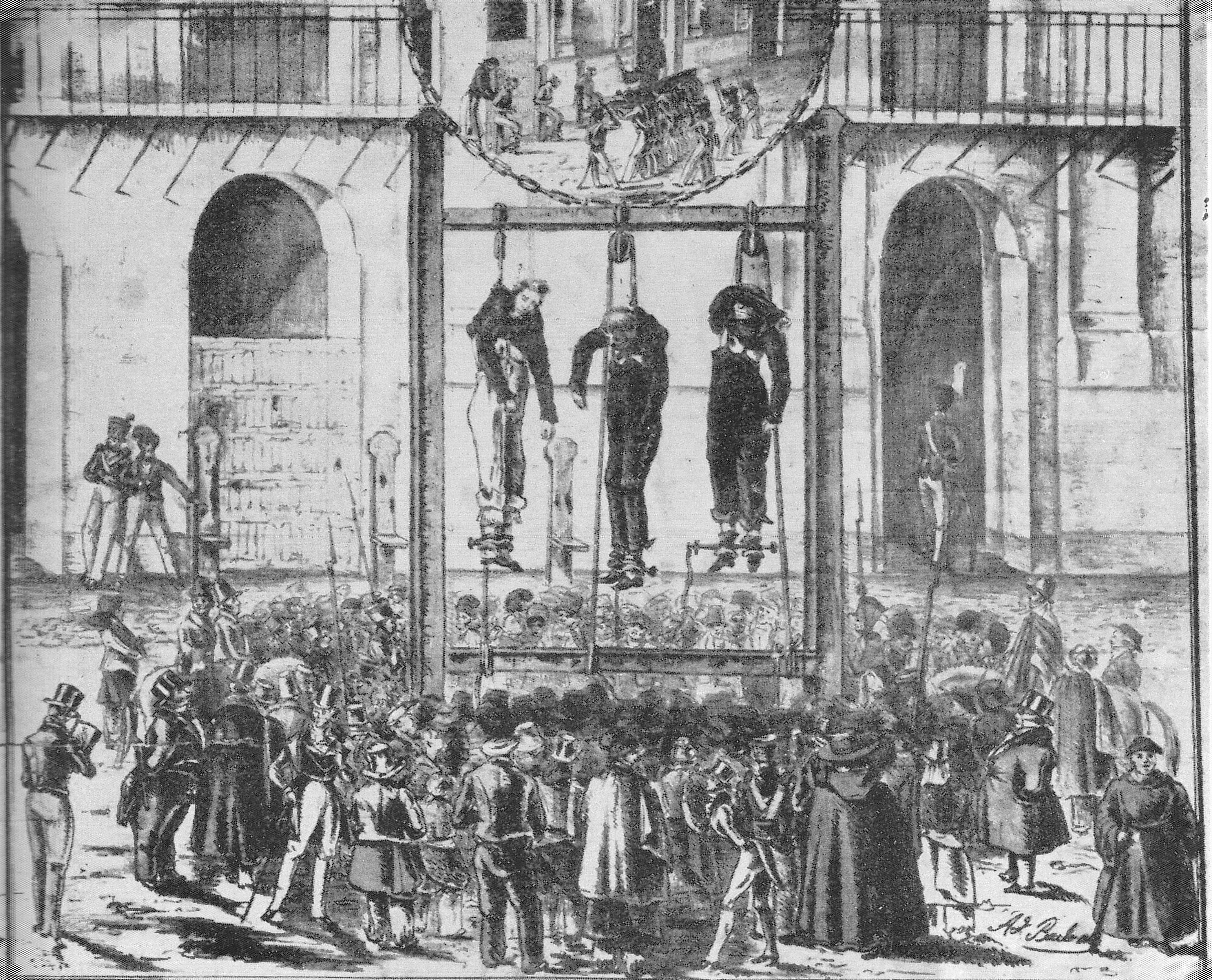
Ejecución por ahorcamiento de los hermanos Reinafé en Buenos Aires.

El ahorcamiento por suspensión es similar a la caída corta, excepto que la horca misma es móvil, de manera que la soga puede elevarse una vez que el condenado está con una soga alrededor del cuello. Este método es utilizado actualmente en Irán, donde se utilizan cañones de tanque o grúas móviles para elevar al condenado al aire. Métodos similares involucran pasar una cuerda a través de una polea para permitir elevar a la persona.
Según quede suspendido el cuerpo:
- Suspensión completa: Cuerpo suspendido totalmente al aire, que no toca ningún objeto de contacto, ningún punto de apoyo.
- Suspensión incompleta: Contacto corporal con un punto de apoyo. Por ejemplo, si está tocando el suelo.

### Caída estándar
La caída estándar involucra una caída de entre 1,2 y 1,8 metros y entró en uso a mediados del siglo XIX, en países de habla inglesa y en aquellos cuyos sistemas judiciales estaban bajo influencia inglesa. Fue considerada como una mejora a la caída corta porque tenía la intención de ser suficiente para romper el cuello de la persona, causando una muerte instantánea y probablemente inconsciencia inmediata.

### Caída larga
Este procedimiento, también conocido como caída medida, fue introducido en 1872 por William Marwood como un avance científico de la caída estándar. En vez de que toda la gente cayera la misma distancia estándar, se calculaba, según peso de cada persona, cuánta cuerda era necesaria para asegurar que la caída rompiera el cuello de los ejecutados.

## Método de suicidio
El ahorcamiento es un método común de suicidio. Este método depende de perder la consciencia debido a la restricción de flujo sanguíneo arterial mientras se sostiene la respiración.